# 皇家田广场
皇家田广场（泰語： 發音：[sā.nǎːm lǔa̯ŋ]，皇家轉寫：Sanam Luang）是泰国曼谷的一处大广场，位于拍那空县，曼谷大皇宫和玉佛寺前，占地面积74.5莱（119.2平方公里）。
原本是泰国王室的火葬场，旧称圣须弥广场（ Thung Phra Men，泰语须弥山的引申义为火葬）。1855年，拉玛四世将之更名为大皇家田广场（ Thong Sanam Luang），简称皇家田广场。如今是公众广场，并继续作为王家庆典场地和火葬仪式场地。现为泰国登记史迹。

## 历史
拉玛一世定都曼谷以后，将此地辟为王室火葬场。拉玛三世将之改为稻田，向世人宣示暹罗是肥沃富裕之地。拉玛四世为庆祝春耕节，特地用矮墙划出一片地盘，以修建专门的礼堂，并在其中供奉佛像；此外，亦为观礼的王公贵族修建了专门的亭台、高塔和戏台，墙外修建米仓。拉玛五世将广场面积大加扩展，并下令不再在此耕种，改为专门的王室庆典用地，如1882年曼谷建成百年庆典。拉玛五世游历爪哇岛时，感到苏丹宫殿周围的园林十分优美，于是决定在皇家田耕种两排酸豆树。此后，皇家田广场亦用作赛马和高尔夫。1967年，拉玛九世又增种两排树，至共有783棵树。市民亦喜好在皇家田放风筝。
1976年，发生法政大学大屠杀，在皇家田亦有许多示威者遭到射杀。
拉玛九世普密蓬统治期间，会在每年五月在此举办典礼庆祝春耕节；并继续在此地举行火葬仪式。在此火葬的王室人员包括：拉玛八世（1950），拉玛八世的太后沙旺·瓦他那（1956），拉玛七世的王后兰派·攀尼（1986），詩納卡琳王后（1996），甘拉亚妮·瓦塔娜公主（2008），拉玛六世的女儿佩差拉达娜（2012）。1982年的曼谷建城二百年庆典，1996年泰国王室金禧庆典亦在此举行。
2016年10月13日，拉玛九世驾崩，大批人群在皇家田广场聚集哀悼。2017年10月26日，其遗体在此火葬。
2020年9月19日至20日，大批人士在此集会示威，展出人民党纪念牌匾。牌匾在24小时内即遭到拆除，示威领导者被控破坏史迹。

## 图册

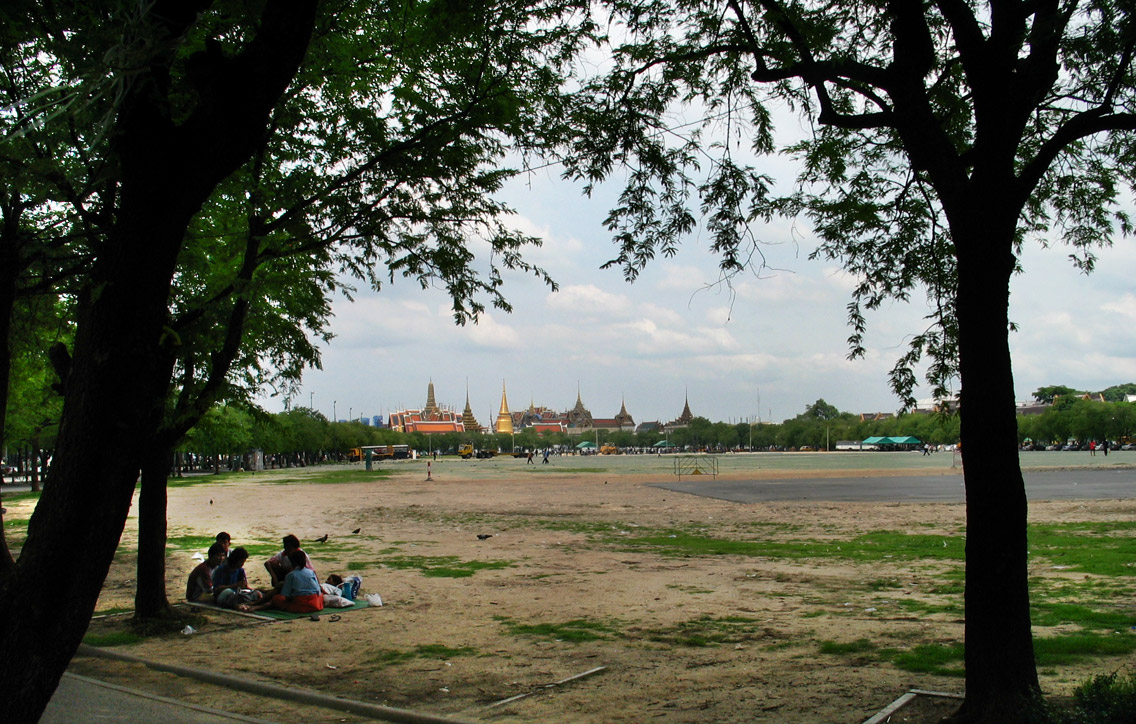
野餐的民众（2005年6月）
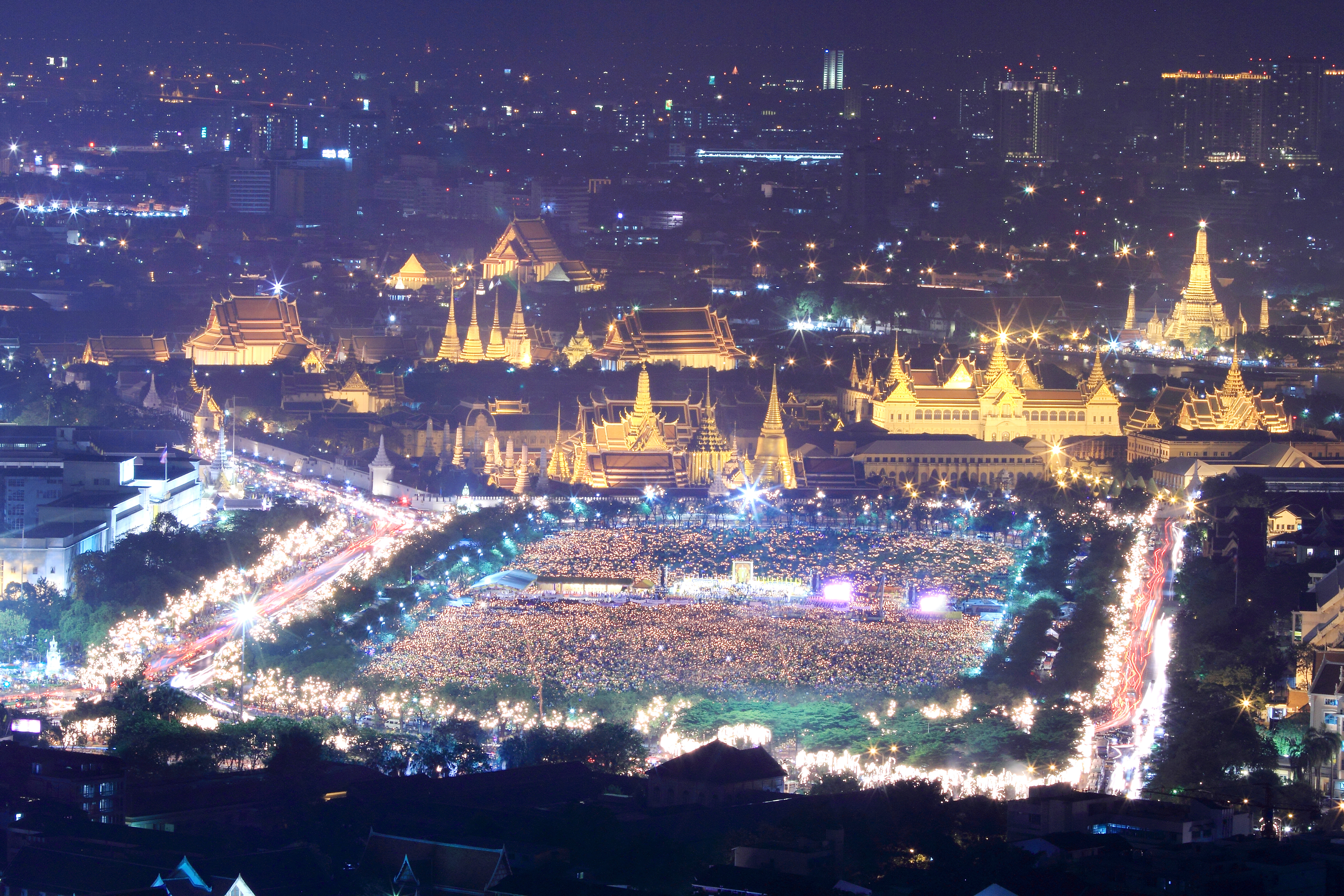
俯瞰皇家田、大皇宫和黎明寺（2012年）
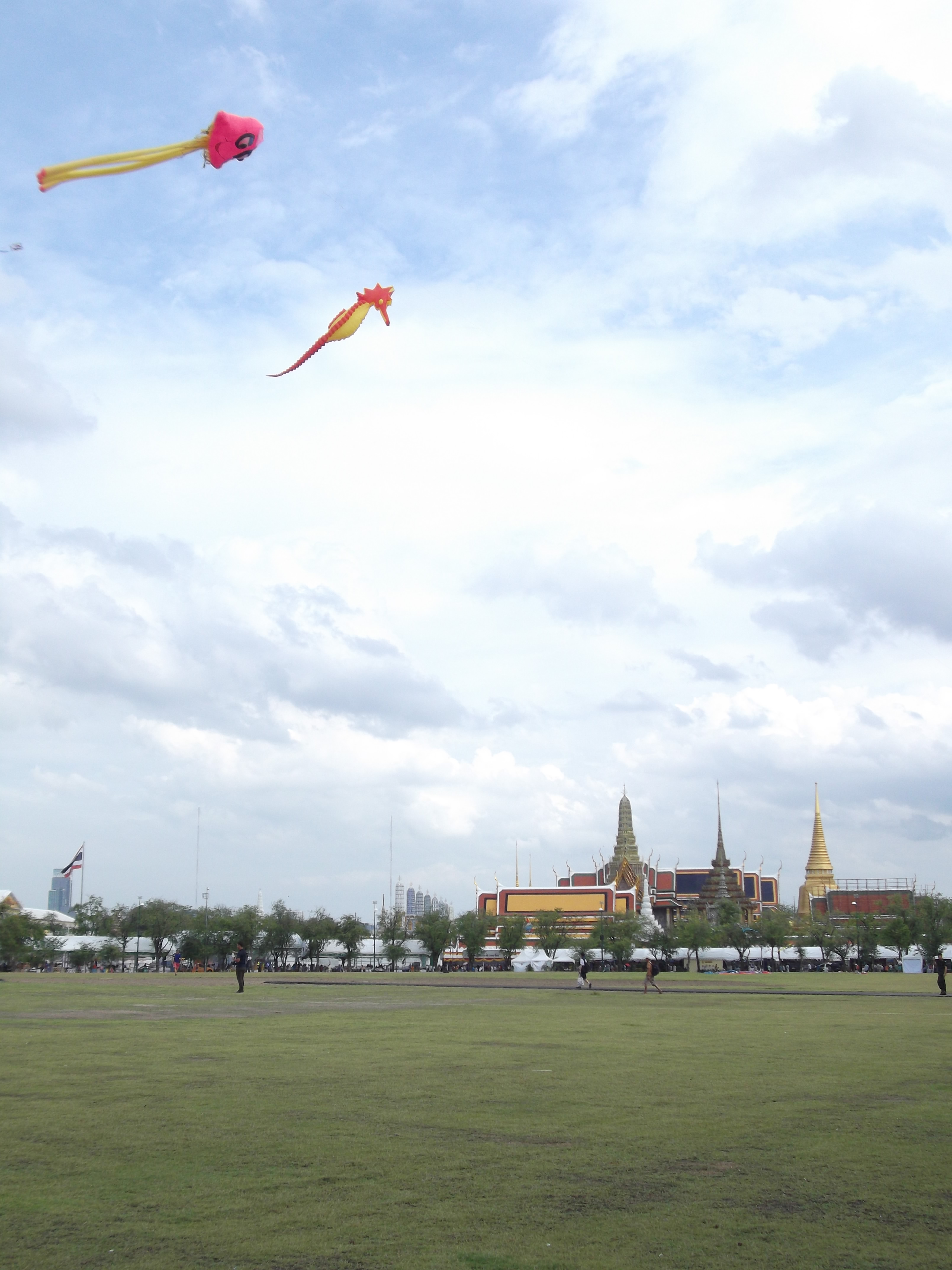
风筝（2014年）
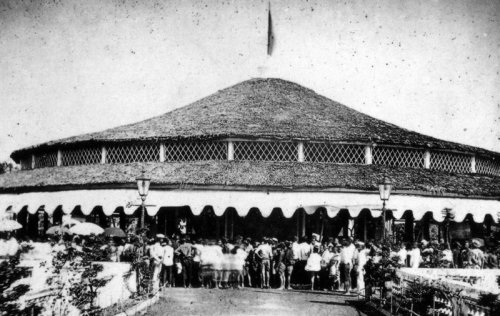
1882年，曼谷建城百年庆典
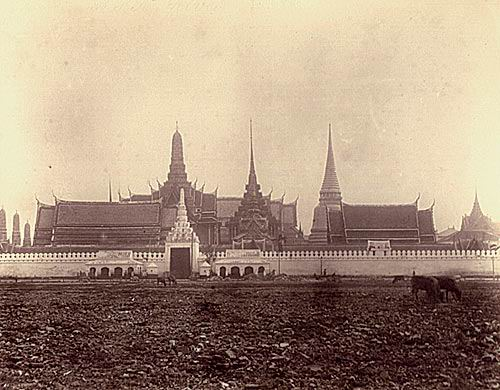
1890年
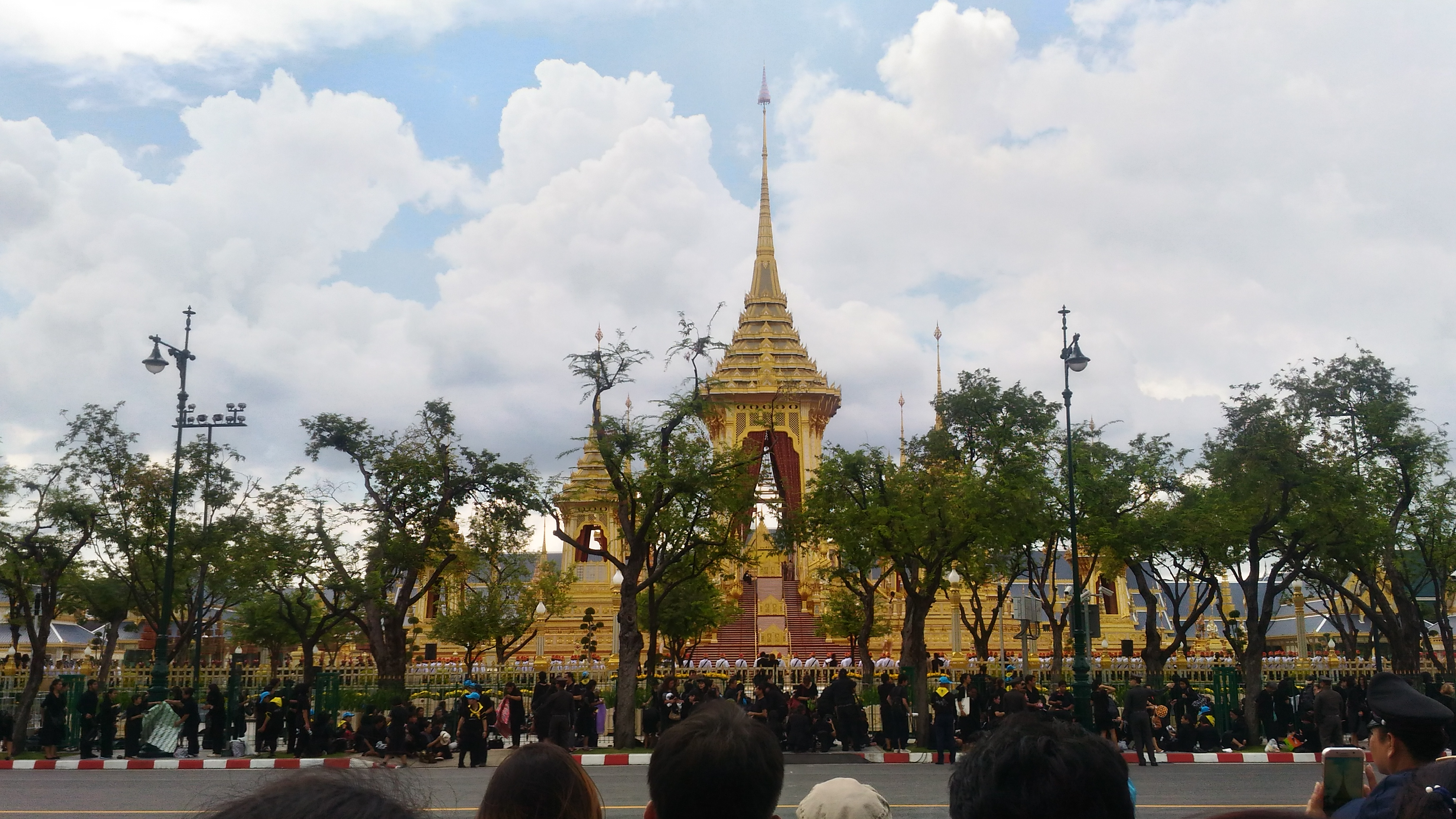
2017年，普密蓬·阿杜德国王在此火葬
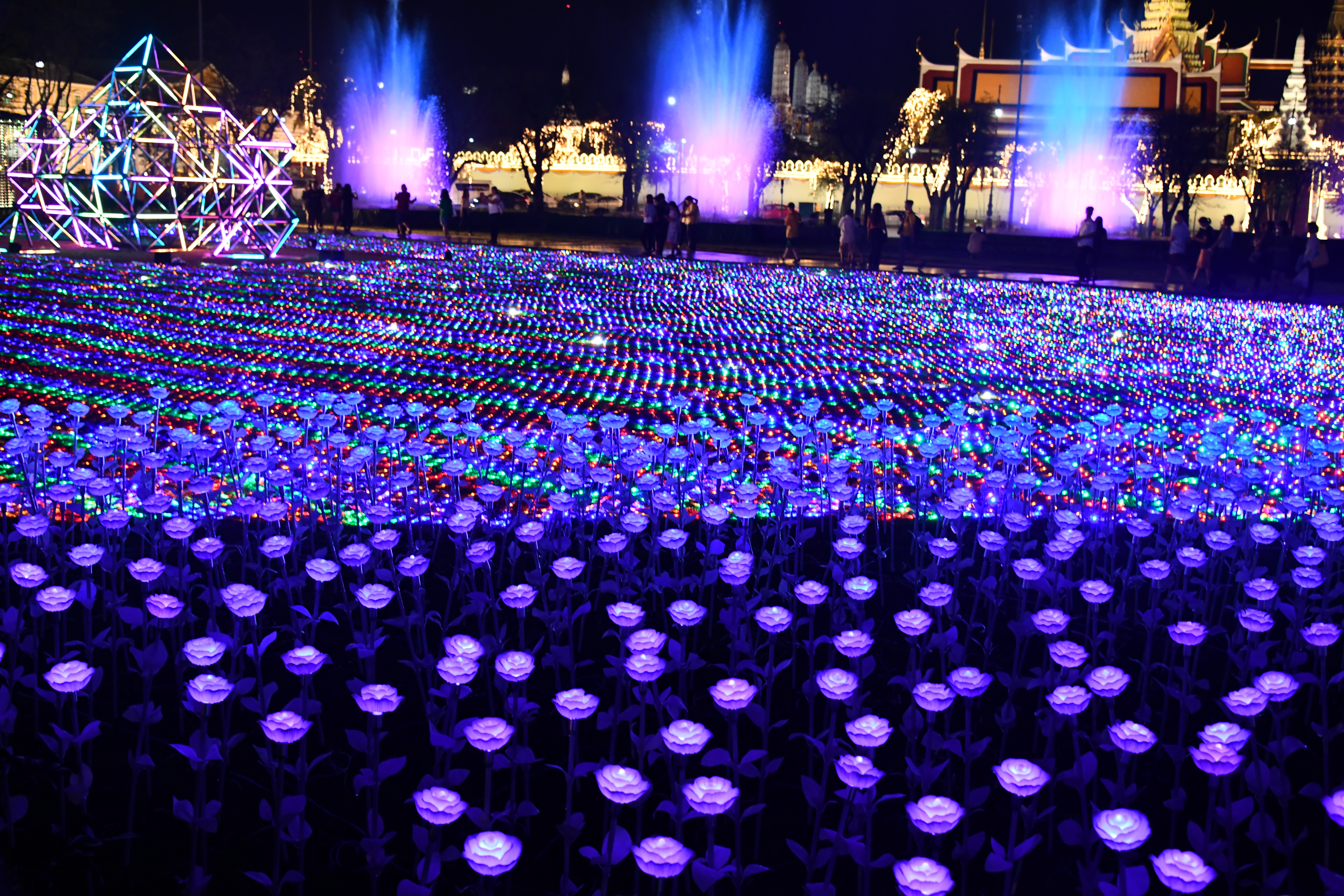
2019年，玛哈·哇集拉隆功国王加冕庆典
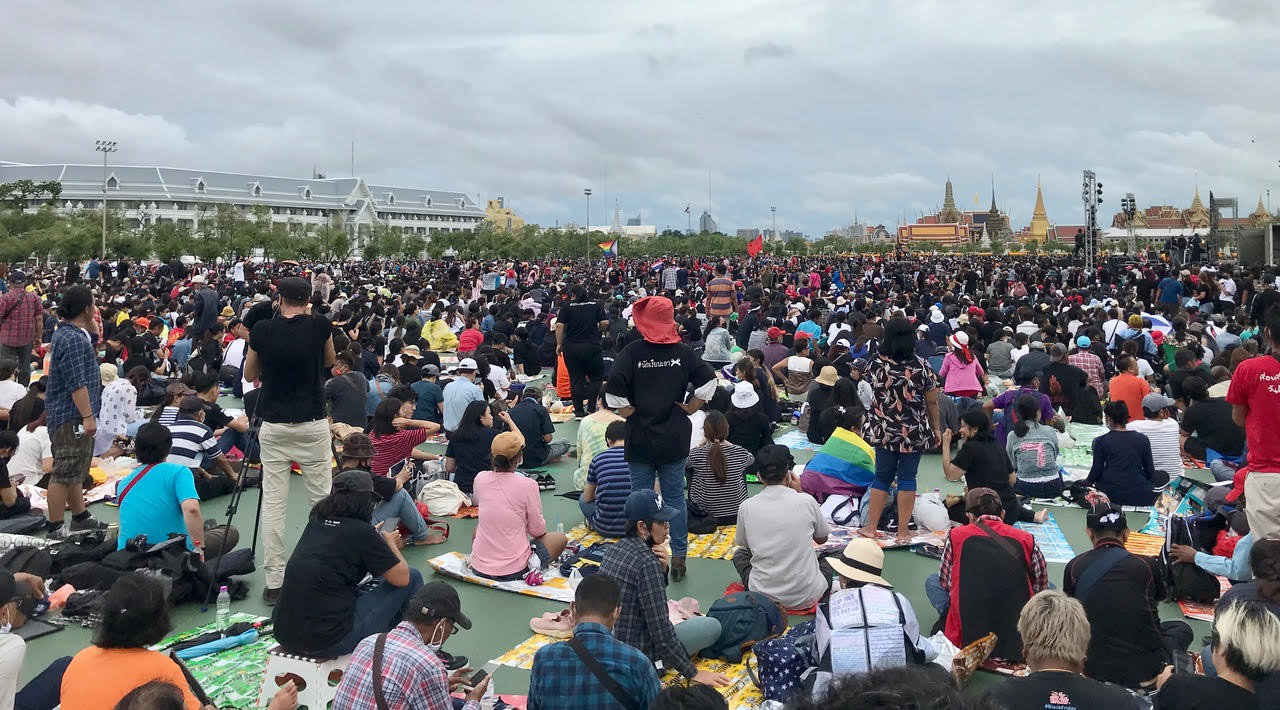
2020年9月19日，民众聚集在皇家田广场示威